# Estádio Edilson Abreu
Estádio Edilson Abreu – stadion w Santa Isabel do Pará, Pará, Brazylia, na którym swoje mecze rozgrywa klub Atlético Clube Izabelense.